# Animaniacs
Steven Spielberg's Animaniacs  é uma série de desenhos animados distribuída pela Warner Bros., produzida por Amblin Entertainment e inspirada no filme Uma Cilada para Roger Rabbit. As primeiras apresentações foram na ABC entre 1993 e 1994. As demais foram no Kids WB! entre 1994 e 1998. O desenho é ambientado no universo dos Looney Tunes.
No Brasil, o desenho foi exibido pela Rede Globo (1994 - 1998) nos extintos Xuxa Park, Sessão Aventura, Angel Mix e TV Colosso; , no SBT, no Sessão Desenho (1999 - 2008), no Cartoon Network de 1996 até 2005 e voltou por um breve período em 2008 e também foi exibido no Boomerang e no Tooncast parou de passar no começo de Junho de 2021.
Em Portugal, a série foi transmitida na RTP 1 e RTP 2.
A comédia de Animaniacs foi uma ampla mistura de humor à moda antiga, abordagens palhaças, referências à cultura pop. O show contou com um número de comédias com segmentos educacionais que cobriam assuntos como história, geografia, matemática, astronomia, ciência e estudos sociais, muitas vezes em forma de música. Animaniacs em si foi um show de variedades, com curtos sketchs com um grande elenco de personagens. Enquanto o show não teve nenhum formato definido, a maioria dos episódios era uma espécie de show de variedades, com muitas tramas curtas estrelando grande elenco de personagens únicos. Cada história era tradicionalmente composta por 3 miniepisódios, cada um estrelando uma turma de personagens.
com uma turma de personagens. A série teve um total de 99 episódios e um filme, intitulado Wakko's Wish.

## Produção

### Dubladores
O elenco de Animaniacs conta com Rob Paulsen como Yakko, Pinky e Dr. Otto von Scratchansniff, Tress MacNeille como Dot, Jess Harnell como Wakko, Sherri Stoner como Slappy o esquilo, Maurice LaMarche como Cérebro e Squit e o dublador veterano Frank Welker como Thadeus Plotz, Ralf, Runt. Andrea Romano disse que os produtores queriam Paulsen para desempenhar o papel de Yakko: "Nós já haviamos trabalhado com Rob Paulsen antes em um par de outras séries e nós queríamos que ele fosse o Yakko". Romano disse que os produtores não tinham "nenhum problema" de escolher o papel de Dot, considerando MacNeille como engraçada. Antes de Animaniacs, Harnell tinha pouca experiência na voz com pequenos papéis para a Disney, e foi contratado ao fazer o papel com uma imitação de John Lennon.
| Elenco principal                          | Elenco principal | Elenco principal          | Elenco principal | Elenco principal | Elenco principal |
| ----------------------------------------- | ---------------- | ------------------------- | ---------------- | ---------------- | ---------------- |
| Rob Paulsen na CC de 2011.                | A man.           |                           | A woman.         |                  | A woman.         |
| Rob Paulsen                               | Maurice LaMarche | Frank Welker              | Tress MacNeille  | Jess Harnell     | Sherri Stoner    |
| Yakko, Pinky, Dr. Otto von Scratchansniff | Cérebro, Squit   | Thadeus Plotz, Ralf, Runt | Dot              | Wakko            | Slappy o esquilo |

## Sobre

### Premissa
O desenho é composto por diversos quadros e esquetes, mas principalmente conta as histórias dos irmãos Warner - o tagarela Yakko, o guloso e sagaz Wakko e a fofa Dot - que foram criados como estrelas dos filmes animados, na época do cinema mudo, mas por serem considerados perigosamente malucos, foram trancados e agora moram em uma torre d'água da emissora Warner Bros. Os personagens da série interagiram com pessoas famosas do passado e do presente, bem como personagens mitológicos e personagens de televisão moderna. Cada episódio do desenho era geralmente constituído de dois ou três curtas animados.

### Segmentos
Animaniacs teve um grande elenco, que era separado em segmentos individuais. 
- Os irmãos Warners: Yakko, Wakko, e Dot foram três personagem animados criados na década de 1930, que criaram o caos antes de serem trancados na torre de água da Warner Bros até os anos 1990, quando eles escaparam. Após sua fuga, seus curtas alternavam entre os Warners atormentando figuras históricas ou interagindo com os trabalhadores da Warner, como o chefe do estúdio, Thaddeus Plotz, o guarda Ralph, o psiquiatra Dr. Otto Scratchansniff, e sua assistente Enfermeira.
- Pinky e o Cérebro: Dois ratos de laboratório geneticamente modificados, um inteligente que cria esquemas para tentar dominar o mundo e outro estúpido que vive atrapalhando.
- Slappy Squirrel: Uma esquila envelhecida e cínica que foi estrela de desenhos animados, e agora convive com seu sobrinho Skippy e é atormentada por seu antigo rival Walter Wolf.
- Rita e Runt: Uma gata cantora de beco e um cão estúpido que vivem em busca de um lar.
- Buttons e Mindy: Um cachorro tenta proteger uma criança que vive entrando em lugares perigosos.
- The Goodfeathers: Três pombos ítalo-americanos, o calmo Bobby, o irritável Squit e o empolgado Pesto, que são paródias dos personagens de Robert De Niro, Joe Pesci e Ray Liotta em Goodfellas. O elemento de máfia também se refletia no "Poderoso Boapena" que parodiava Vito Corleone de The Godfather.
- Hip Hippos: Os hipopótamos Flavio e Marita são um casal que procura locais descolados para visitar.
- Chicken Boo: Um frango de tamanho humano consegue se passar por uma pessoa normal mesmo que alguém insista que ele é na verdade uma galinha gigante, antes de seu disfarce ser estragado e todos perceberem o fato.
- Katie Ka-Boom: Uma adolescente que ao se irritar, geralmente em discussões com os pais, se transforma em um monstro altamente destrutivo.
- Minerva Mink: Uma vison curvilínea e atraente, que enlouquece machos de várias espécies. O conteúdo sexual excessivo fez Minerva ter apenas dois curtas antes de protestos de pais a reduzirem a pequenas aparições na série, mas ela teve mais histórias próprias na revista em quadrinhos dos Animaniacs.[2]
- Randy Beaman: O garoto Colin conta histórias improváveis que supostamente ocorreram com seu amigo Randy Beaman.
- Boa Ideia, Má Ideia: Um esqueleto demonstra um ato positivo, e outro negativo que causa danos físicos (Boa ideia: servir desjejum na cama; Má ideia: servir bolas de tênis na cama).

## Episódios
Animaniacs possui 99 episódios e 5 temporadas.
| Temporada | Temporada | Episódios | Exibição original      | Exibição original      | Exibição no Brasil     | Exibição no Brasil     |
| Temporada | Temporada | Episódios | Estreia                | Final                  | Estreia                | Final                  |
| --------- | --------- | --------- | ---------------------- | ---------------------- | ---------------------- | ---------------------- |
|           | 1         | 65        | 13 de setembro de 1993 | 23 de maio de 1994     | 12 de novembro de 1993 | 1994                   |
|           | 2         | 4         | 10 de setembro de 1994 | 12 de novembro de 1994 | 10 de setembro de 1994 | 12 de novembro de 1994 |
|           | 3         | 13        | 9 de setembro de 1995  | 3 de maio de 1996      | 1995                   | 1996                   |
|           | 4         | 8         | 7 de setembro de 1996  | 16 de novembro de 1996 | 7 de setembro de 1996  | 16 de novembro de 1996 |
|           | 5         | 9         | 8 de setembro de 1997  | 14 de novembro de 1998 | 8 de setembro de 1997  | 14 de novembro de 1998 |

## Prêmios e nomeações
| Ano  | Prêmio                                | Categoria                                                         | Nomeado                                            | Resultado |
| ---- | ------------------------------------- | ----------------------------------------------------------------- | -------------------------------------------------- | --------- |
| 1994 | Annie Awards                          | Best Animated Television Program                                  | "Animaniacs"                                       | Indicado  |
| 1994 | Annie Awards                          | Best Achievement for Voice Acting                                 | "Frank Welker "                                    | Indicado  |
| 1994 | Television Critics Association Awards | Outstanding Achievement in Children's Programming                 | "Animaniacs"                                       | Indicado  |
| 1994 | Daytime Emmy Awards                   | Outstanding Achievement in Music Direction and Richard Stone      | "Richard Stone" "Steven Bernstein"                 | Venceu    |
| 1994 | Daytime Emmy Awards                   | Outstanding Original Song                                         | "Richard Stone (compositor)" "Tom Ruegger (letra)" | Venceu    |
| 1994 | Daytime Emmy Awards                   | Outstanding Animated Children's Program                           | "Equipe de criação"                                | Indicado  |
| 1994 | Daytime Emmy Awards                   | Outstanding Writing in an Animated Program                        | "Equipe do roteiro"                                | Indicado  |
| 1994 | Peabody Awards                        |                                                                   | "Animaniacs"                                       | Venceu    |
| 1995 | Kids' Choice Awards USA               | Favorite Cartoon                                                  | "Animaniacs"                                       | Indicado  |
| 1995 | Daytime Emmy Awards                   | Outstanding Animated Children's Program                           | "Produtores"                                       | Indicado  |
| 1995 | Daytime Emmy Awards                   | Outstanding Achievement in Animation                              | "Diretores e escritores"                           | Indicado  |
| 1995 | Daytime Emmy Awards                   | Outstanding Music Direction and Composition                       | "Compositores"                                     | Indicado  |
| 1995 | Annie Awards                          | Voice Acting in the Field of Animation                            | "Tress MacNeille"                                  | Indicado  |
| 1995 | Annie Awards                          | Voice Acting in the Field of Animation                            | "Rob Paulsen "                                     | Indicado  |
| 1995 | Annie Awards                          | Best Individual Achievement for Music in the Field of Animation   | "Richard Stone"                                    | Indicado  |
| 1995 | Annie Awards                          | Best Animated Television Program                                  | "Animaniacs"                                       | Indicado  |
| 1996 | Young Artist Awards                   | Best Family Animation Production                                  | "Animaniacs"                                       | Venceu    |
| 1996 | Kids' Choice Awards USA               | Favorite Cartoon                                                  | "Animaniacs"                                       | Indicado  |
| 1996 | Annie Awards                          | Best Animated Television Program                                  | "Animaniacs"                                       | Indicado  |
| 1996 | Annie Awards                          | Best Individual Achievement: Music                                | "Compositores"                                     | Indicado  |
| 1996 | Annie Awards                          | Best Individual Achievement: Storyboarding                        | "Rusty Mills"                                      | Indicado  |
| 1996 | Daytime Emmy Awards                   | Outstanding Children's Animated Program                           | "Produtores"                                       | Venceu    |
| 1996 | Daytime Emmy Awards                   | Outstanding Achievement in Animation                              | "Equipe"                                           | Venceu    |
| 1996 | Daytime Emmy Awards                   | Outstanding Music Direction and Composition                       | "Equipe de música"                                 | Indicado  |
| 1997 | Online Film & Television Association  | Best Animated Series                                              | "Animaniacs"                                       | Indicado  |
| 1997 | Kids' Choice Awards USA               | Favorite Cartoon                                                  | "Animaniacs"                                       | Indicado  |
| 1997 | Daytime Emmy Awards                   | Outstanding Children's Animated Program                           | "Equipe"                                           | Venceu    |
| 1997 | Daytime Emmy Awards                   | Outstanding Music Direction and Composition                       | "Compositores"                                     | Venceu    |
| 1997 | Annie Awards                          | Best Individual Achievement: Directing in a TV Production         | "Charles Visser"                                   | Indicado  |
| 1998 | Annie Awards                          | Outstanding Achievement in an Animated Daytime Television Program | "Animaniacs"                                       | Indicado  |
| 1998 | Daytime Emmy Awards                   | Outstanding Music Direction and Composition                       | "Equipe de música"                                 | Venceu    |
| 1998 | Daytime Emmy Awards                   | Outstanding Children's Animated Program                           | "Equipe"                                           | Indicado  |
| 1999 | Daytime Emmy Awards                   | Outstanding Music Direction and Composition                       | "Equipe de música"                                 | Venceu    |
| 1999 | Daytime Emmy Awards                   | Outstanding Children's Animated Program                           | "Equipe"                                           | Indicado  |

## Filmes e spin-offs
- Wakko's Wish (filme diretamente para DVD e VHS)
- Pinky e o Cérebro (personagens que ganharam seu próprio programa em 1994)